# Don't Be Cruel (álbum)
| Críticas profissionais | Críticas profissionais |
| Avaliações da crítica  | Avaliações da crítica  |
| Fonte                  | Avaliação              |
| ---------------------- | ---------------------- |
| Allmusic               | [ 2 ]                  |
| Robert Christgau       | B+                     |

Don't Be Cruel é o segundo álbum de estúdio do cantor e compositor de R&B americano Bobby Brown, lançado em 1988 pela MCA Records. O álbum inclui cinco hit singles: "Don't Be Cruel", "My Prerogative", "Rock Wit'cha", "Roni" e "Every Little Step". "Don't Be Cruel" e "Every Little Step" se tornaram ambos singles número um na parada musical de R&B. "Roni" e "Rock Wit'cha" alcançaram a segunda e terceira posição respectivamente, enquanto "My Prerogative" se tornou o single de Brown de maior sucesso nas paradas musicais, alcançando a primeira posição na Hot 100.
Don't Be Cruel foi para a primeira posição em ambas as paradas de R&B e pop como um álbum; primeiro permaneceu no topo da parada de R&B por 11 semanas não consecutivas começando em 1988, então chegou ao topo da parada pop e permaneceu no topo por seis semanas no ano seguinte. Se tornou o álbum de maior vendagem do ano de 1989 e eventualmente recebeu sete discos de platina. O álbum é o 33º mais vendido dos anos 1980, com 5 milhões de cópias já vendidas em Setembro de 1989. Don't Be Cruel foi o álbum mais vendido de new jack swing na época até o lançamento do álbum Dangerous, de Michael Jackson, em 1991. Bobby Brown ganhou o Grammy de Melhor Performance Vocal Masculina de R&B em 1990. Bobby seguiu o lançamento do álbum com uma turnê mundial de 120 dias.

## Lista de faixas
1. "Cruel Prelude" (00:39)
2. "Don't Be Cruel" (6:52)
3. "My Prerogative" (4:51)
4. "Roni" (5:58)
5. "Rock Wit'cha" (4:49)
6. "Every Little Step" (3:57)
7. "I'll Be Good to You" (4:25)
8. "Take It Slow" (5:22)
9. "All Day All Night" (4:40)
10. "I Really Love You Girl" (5:11)
11. "Cruel Reprise" (00:18)

## Créditos

### Músicos
- Bateria, Percussão: Richard Aguon, Dewayne Sweet, Larry White
- Programação de Bateria: Markell Riley
- Baixo: Kirk Crumpler, Larry White
- Baixo Sintetizado: Dewayne Sweet, Kirk Crumpler
- Teclado: Larry White, Dewayne Sweet, Percy Scott, Teddy Riley, Ben Rayes, Kirk Crumpler
- Guitarra: Larry White, Emilio Conesa
- Saxofone: Melecio Magdaluyo
- Estalar de Dedos: Tommy Brown

### Produção
- Produtores: Babyface, Bobby Brown, Gene Griffin, Gordon Jones, Larry White
- Mixagem: Larry White, Teddy Riley, Dennis Mitchell, Jon Gass, Michael Denton, Babyface
- Engenharia: Babyface, Michael Denton, Jon Gass, Mitch Gibson, John Guggenheim, Fred Howard, Howard Johnston, K2, Ruben Laxamana, Dennis Mitchell, Mark Slagle, Larry White
- Masterização: Steve Hall

## Posições nas paradas musicais
| Ano  | Parada musical    | Posição |
| ---- | ----------------- | ------- |
| 1989 | The Billboard 200 | 1       |